# Broadway (lletra tipogràfica)
Broadway és una tipografia creada el 1928 pel dissenyador Morris Fuller Benton per a l'American Type Founders i Monotype.

## Context històric
Aquesta tipografia va ser introduïda en el període de l'Art déco estatunidenc (1920-1930). Aquest corrent artístic usava formes geomètriques bàsiques combinant el Cubisme amb el Modernisme. Els dissenys són molt decorats i poc utilitzables per a escriptura convencional o literària.

## Categorització i característiques
Aquesta tipografia és estilitzada, rígida i posseeix un disseny gairebé geomètric de contrastos molt marcats entre els pals gruixuts i fins.
Segons la classificació de DIN 16518 (evolució de Vox-ATypl) es trobaria dins de la categoria de Decoratives. No van ser concebuts com a tipus de text, sinó per a un ús esporàdic i aïllat.
La categoria de fonts Decoratives engloba les de Fantasia o Època, la tipografia Broadway entraria dins de la subcategoria Època. Pretén suggerir una època, una moda o una cultura, procedint del moviment Art déco. Anteposa la funció a la forma, amb traços senzills i equilibrats, gairebé sempre uniformes.

## Aplicació
Va ser emprat en rètols de milers de restaurants i bars de l'època convertint-se en una peça emblemàtica d'aquest estil i encara avui es pot contemplar en diverses ciutats per tot el món. Igual que totes les tipografies d'aquesta època, no és adequada per a text sinó que ha de ser aplicada a grandàries grans com a titulars, rètols o publicitat. És habitual veure-la en teatres, perruqueries o disseny de moda.

## Anàlisi de la tipografia
Es pot observar que les lletres corbes sobresurten de l'alineació superior i inferior.
L'ull mitjà no ocupa el mateix en totes les lletres minúscules (i.e. la 'b' sobresurt més que la 'p' en la línia base).
Respecte a la proporció, no hi ha massa diferència entre les majúscules i les minúscules. Les astes descendents semblen lleugerament més curtes que les superiors. L'altura de les majúscules és pràcticament igual a l'alineació superior.
ATRIBUTS FORMALS:
1. Construcció
La construcció és solta o discontínua ja que existeixen punts singulars de transició entre traços.
2. Forma
Les formes resultants són variants de les formes tradicionals. Les línies rectes són més gruixudes, es corben cantonades i línies anteriorment més rectes.
Tractament de les corbes:El tractament de les corbes és continu.
Aspecte de les corbes: L'aspecte de les corbes és rodó (circular).
Detall de les corbes: L'anell o bucle ("b" "p") ocupa més espai de l'habitual, fent que l'asta no es divideixi en dues parts iguals.
Astes verticals: Tenen les vores paral·leles.
3. Proporcions
Proporcions relatives:capitals
L'amplària de les capitals generalment es regular.
Proporcions internes relatives
Els ascendents són de la mateixa grandària que les majúscules.
4. Modulació
La diferència relativa entre el grossor i el perfil d'una lletra és exagerat. Aquest contrast es produeix en l'eix constructiu vertical.
La transició (relació entre grossor i perfil) és instantània, no es dona de manera gradual.

5. Espessor o grossor
Aquesta tipografia només està disponible en un gruix per això es descriu en funció del seu color. Està a mig camí entre 'color' clar i 'color' negre ja que el grossor dels seus traços varia molt bruscament.

## Tipus de Broadway i famílies

### Broadway Engraved (1928)
Va ser afegida per Sol Hess de Monotype en 1928.